# Cryptocarya celebica
Cryptocarya celebica là loài thực vật có hoa trong họ Nguyệt quế. Loài này được (Koord.) Kosterm. miêu tả khoa học đầu tiên năm 1968.